# 1842 en Lorraine
Chronologie de la Lorraine
- 1838
- 1839
- 1840
- 1841
- 1842
- 1843
- 1844
- 1845
- 1846

Cette page est une liste d'événements qui se sont produits durant l'année 1842 en Lorraine.

## Événements

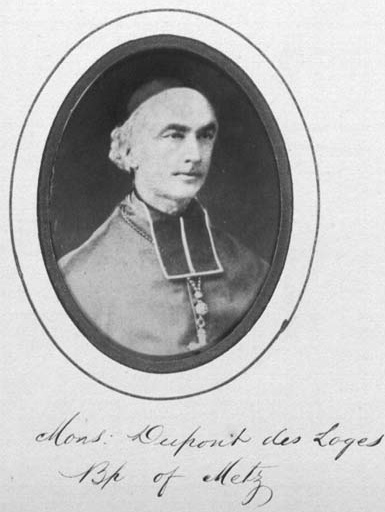
Paul Dupont des Loges.

- Sont élus députés du collège de département de la Meurthe : Pierre François Marchal démissionne en 1845, remplacé par Charles-Étienne Collignon; Joseph François de L'Espée; Maurice de Lacoste du Vivier; Charles-Louis Moreau; Jean-François-Xavier Croissant et Alphée Bourdon de Vatry
- Sont élus députés du collège de département de la Meuse : Charles Antoine Génin, réélu le 9 juillet[1]; Henri Étienne;  Jean Landry Gillon et Jean-Baptiste Janin
- Sont élus députés de la Moselle : Henri-Joseph Paixhans qui siège avec la majorité ministérielle; 5 avril : Paul-Joseph Ardant est, pour la première fois, élu député du 2e collège électoral de la Moselle (Metz);  9 juillet : Paul-Joseph Ardant est de nouveau élu aux élections générales, mais à partir de cette époque, il se range parmi les conservateurs les plus décidés et vote presque toujours avec le gouvernement; Louis Marie Vogt d'Hunolstein; Fulcrand Roux décédé en 1845, remplacé par Jean-François Pidancet; Virgile Schneider et Charles-François de Ladoucette
- Sont élus députés des Vosges : Hector Bresson décédé en 1843, remplacé par Henri Siméon; Augustin Doublat; Henri Georges Boulay de la Meurthe; Joseph Cuny décédé en 1844, remplacé par Claude Nicolas Didelot et François Costé.
- 13 septembre : Paul Dupont des Loges devient évêque de Metz. Il succède à Jacques-François Besson.

## Naissances
- 28 janvier à Bouzonville : Joseph Bourger, décédé à Bouzonville le 4 janvier 1927[2], homme politique lorrain. Prêtre catholique, il fut député allemand au Landtag d'Alsace-Lorraine de 1911 à 1918.
- 8 février à Mazirot : Pierre-Joseph Hel plus connu sous le nom de Joseph Hel, mort le 14 mars 1902 à Lille (Nord), luthier reconnu de la région lilloise ayant exercé au XIXe siècle[3].
- 25 mars à Metz : Amélie Valentino, femme peintre française[4], morte le 16 septembre 1921 à Metz également[5]. Sa renommée est liée à ses portraits mondains et à la technique du pastel. Elle est un exemple des nombreuses femmes artistes qui bousculent la création artistique de la fin du XIXe siècle en questionnant la place de la femme dans les arts et dans la société.
- 24 avril à Kanfen : Pierre Bingen[6], mort le 16 février 1908 en son domicile à Châtillon[7], fondeur français de la seconde moitié du XIXe siècle.
- 13 mai à Waly : Jules de Benoist, mort le 22 janvier 1904 à Lausanne, général français sous la IIIe République.
- 13 juin à Nancy : Rigolboche, de son vrai nom Amélie Marguerite Badel, surnommée « la Huguenote » , décédée à  Bobigny le 1er février 1920, danseuse française, qui fit la gloire du cancan sous le Second Empire.
- 9 novembre à La Salle  : Alban Fournier, décédé le 22 novembre 1904 à Rambervillers, médecin, animateur de diverses sociétés savantes vosgiennes ou lorraines, à la fois historien, archéologue et toponymiste.

## Décès

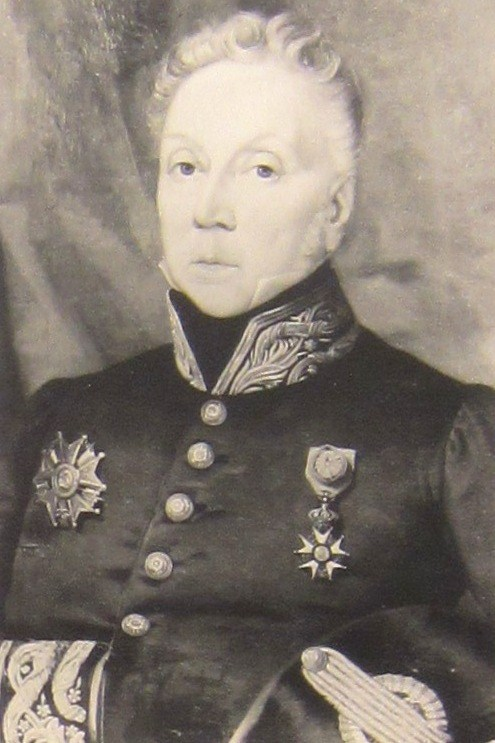
Gilbert Dufour.

- 4 mars à Paris : Narcisse Parant[8], né le 5 février 1794, homme politique français, député de la Moselle.
- 10 mars à Metz : Gilbert-Jean-Baptiste, baron Dufour, né le 18 mai 1769, à Chaumont, administrateur militaire et homme politique français.
- 2 juillet : Christophe-Thiébault, comte d'Hoffelize (né le 20 septembre 1767 à Nancy), militaire et homme politique français.
- 23 juillet, à Metz : 
  - Jacques-François Besson, 98e évêque de Metz de 1824 à 1842.
  - Paul Hippolyte Alexandre Baume, né le 15 janvier 1762 à Digne (Basses-Alpes),  militaire français de la Révolution et de l’Empire.
- 9 août à Nancy : Vladimir Denis Gadon, né le 9 octobre 1775 à Seda (Lituanie), homme politique lituanien et insurgé de la révolution du 29 novembre 1830.
- 12 décembre à Nancy : Joseph Julien Souhait, né le 9 janvier 1759 à Raon-l'Étape , avocat et homme politique français.
- 27 décembre à Commercy : Louis François Boy, né le 25 août 1768 à Lérouville[9] Meuse, général de brigade français du Premier Empire.